# Pablo Jemio
Pablo Hernán Jemio Portugal (San Miguel de Tucumán, Tucumán, 23 de abril de 1975) es un exfutbolista argentino que jugaba como volante.
Pablo es hermano del también futbolista Andrés Jemio.

## Trayectoria

### Atlético Tucumán
Jemio se formó en las divisiones inferiores de Atlético Tucumán y debutó con la camiseta del decano en 1992. Su primera etapa en club duró hasta 1998. En 2005 regresó al club, para tener su segundo ciclo en Atlético, y se retiró del fútbol superando los 100 partidos disputados con el club.

### Central Córdoba
En 1998 llegó a Central Córdoba. En el equipo rosarino tuvo un breve paso.

### The Strongest
En 1999 se mudó a Bolivia, para sumarse a The Strongest.

### Independiente Petrolero
En el año 2001 se unió a Independiente Petrolero. El club de Sucre, fue su último paso por el fútbol boliviano.

### Gimnasia y Tiro
Para la temporada 2001/02 volvió a Argentina y se sumó a Gimnasia y Tiro. En el equipo salteño jugó hasta el 2002.

### Ñuñorco
En 2003 regresó a Tucumán y se unió a Ñuñorco. Estuvo en el equipo de Monteros hasta el 2004.

## Clubes
| Club                    | País      |
| ----------------------- | --------- |
| Atlético Tucumán        | Argentina |
| Central Córdoba         | Argentina |
| The Strongest           | Bolivia   |
| Independiente Petrolero | Bolivia   |
| Gimnasia y Tiro         | Argentina |
| Ñuñorco                 | Argentina |